# مقبرة رخمى رع

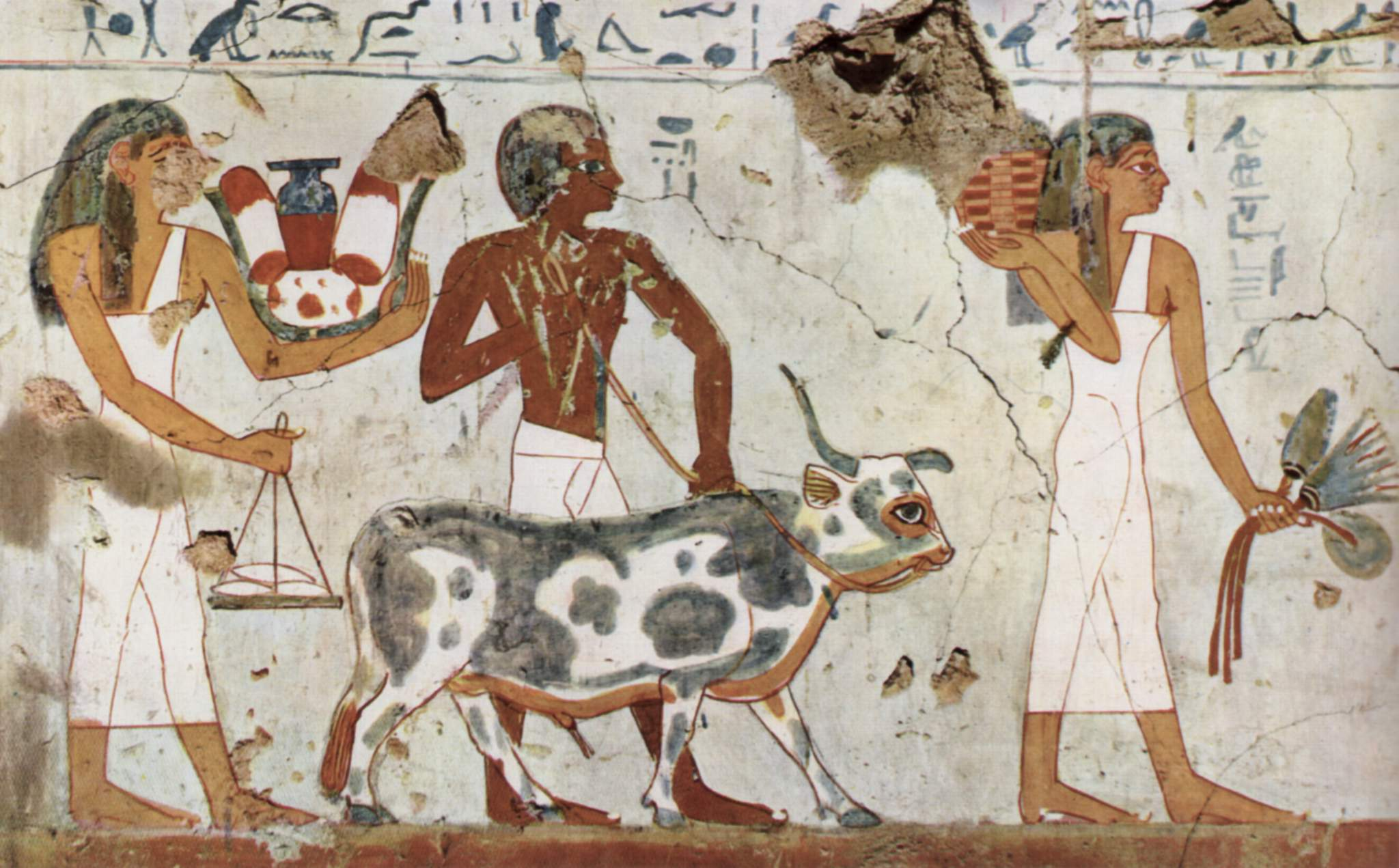
جدارية تعود لعهد تحتمس "الثالث، حوالي 1500-1450 قبل الميلاد.

مقبرة رخمى رع، (نخت رخ مى رع) هو الوزير الخاص بالملك تحوتمس الثالث ونال من المناصب العالية مقدار كبير لما سمح له بأن يقيم مقبرة مثل تلك الموجودة في مقابر النبلاء في الأقصر.

## وصف المقبرة

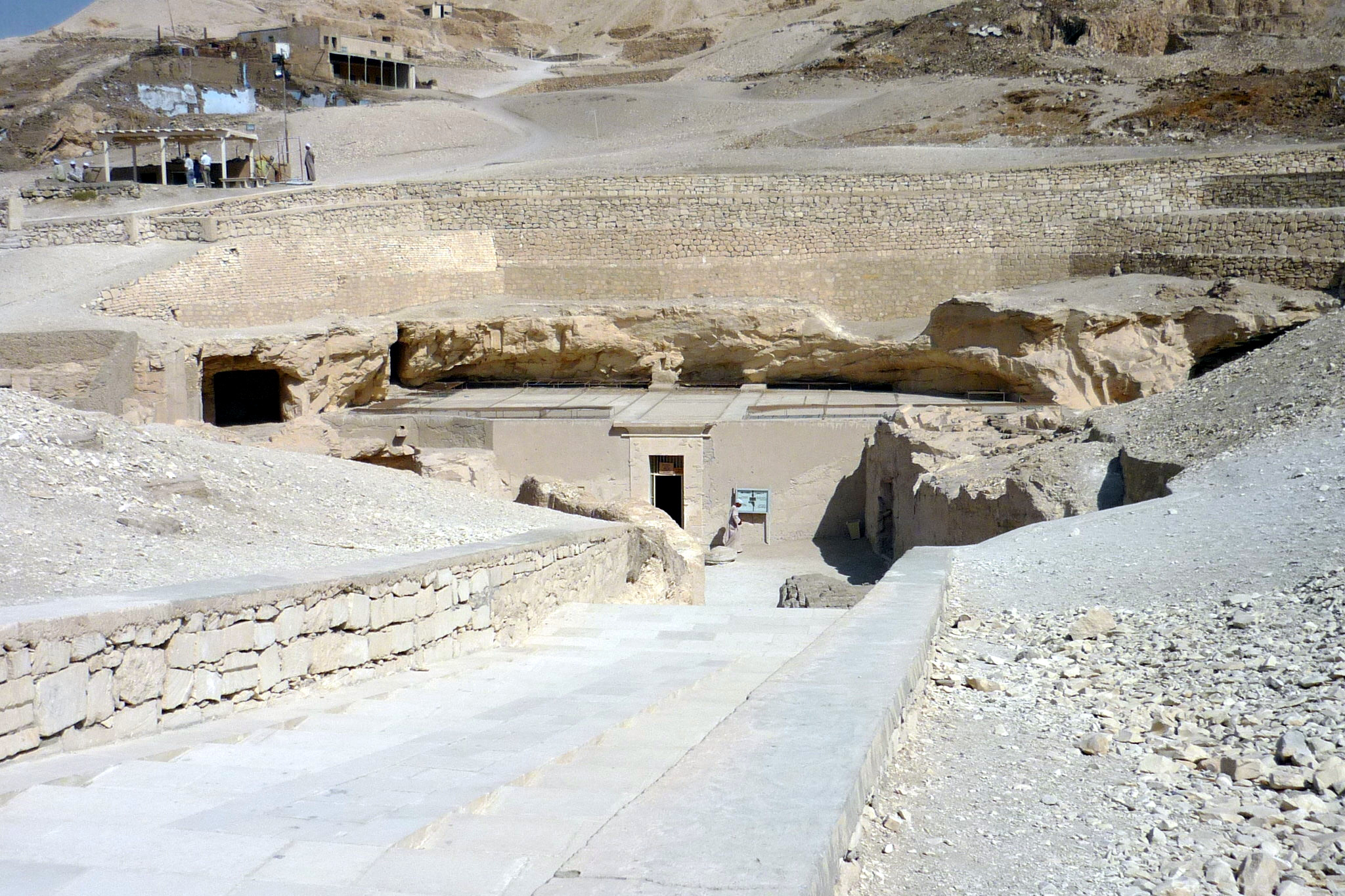
مقابر النبلاء في الأقصر

عند بداية الدخول إلى المقبرة يجب النظر إلى السقف فالسقف هنا مستوى وهناك آثار لبقايا الألوان وكذلك آثار للسناج لأن هذه المقبرة كغيرها من الأماكن التي اشتعلت في عصر اضطهاد أي العصر المسيحى بوجه عام أو الفترة المسيحية. تتكون المقبرة من:
فناء يتوسطه مدخل يوصل إلى صالة عرضية بها مدخل في الجدار المواجه للداخل يوصل إلى صالة طويلة امتدت في صخر الجبل مسافة تزيد عن 30 متر وتتميز بسقفها الذي يرتفع تدريجيا كلما امتدت الصالة في جوف الجبل، اذ يرتفع سقف هذه الصالة عند نهايتها إلى أكثر من ثمانية أمتار وتنتهى الصالة بمقصورة عالية (نيشه، كوة، فجوة) نحتت في جدارها الشمالى ويحتمل ان هذه المقصورة كانت تحوى تمثالا لرخميرع بمفرده أو مع زوجته، وقد اسودت اغلب مناظر هذه المقصورة وذلك بفعل الدخان الذي سببه بعض اهالى البلدة الذين اتخذوا من هذه المقبرة مسكنا لهم في فترة ما. وتعد مقبرة رخمى رع من المقابر الغنية بالمناظر فيها مناظر اعتدنا عليها ومناظر بدأت تظهر في تلك الفترة.
كما تعد المقبرة مسرحا لكل مظاهر الحضارة والأزدها الذي وصلت اليه مصر في عهد اعظم ملوك القدماء المصريين وهو الملك تحتمس الثالث اذ سجل على جدرانها العديد من المناظر المألوفة بجانب المناظر الفريدة. ويلاحظ ان اغلب أسماء رخميرع قد ازيلت، ربما في عهد أخناتون، وكان عملهم منحصرا في محو اسم آمون وبعض الآلهة الأخرى.

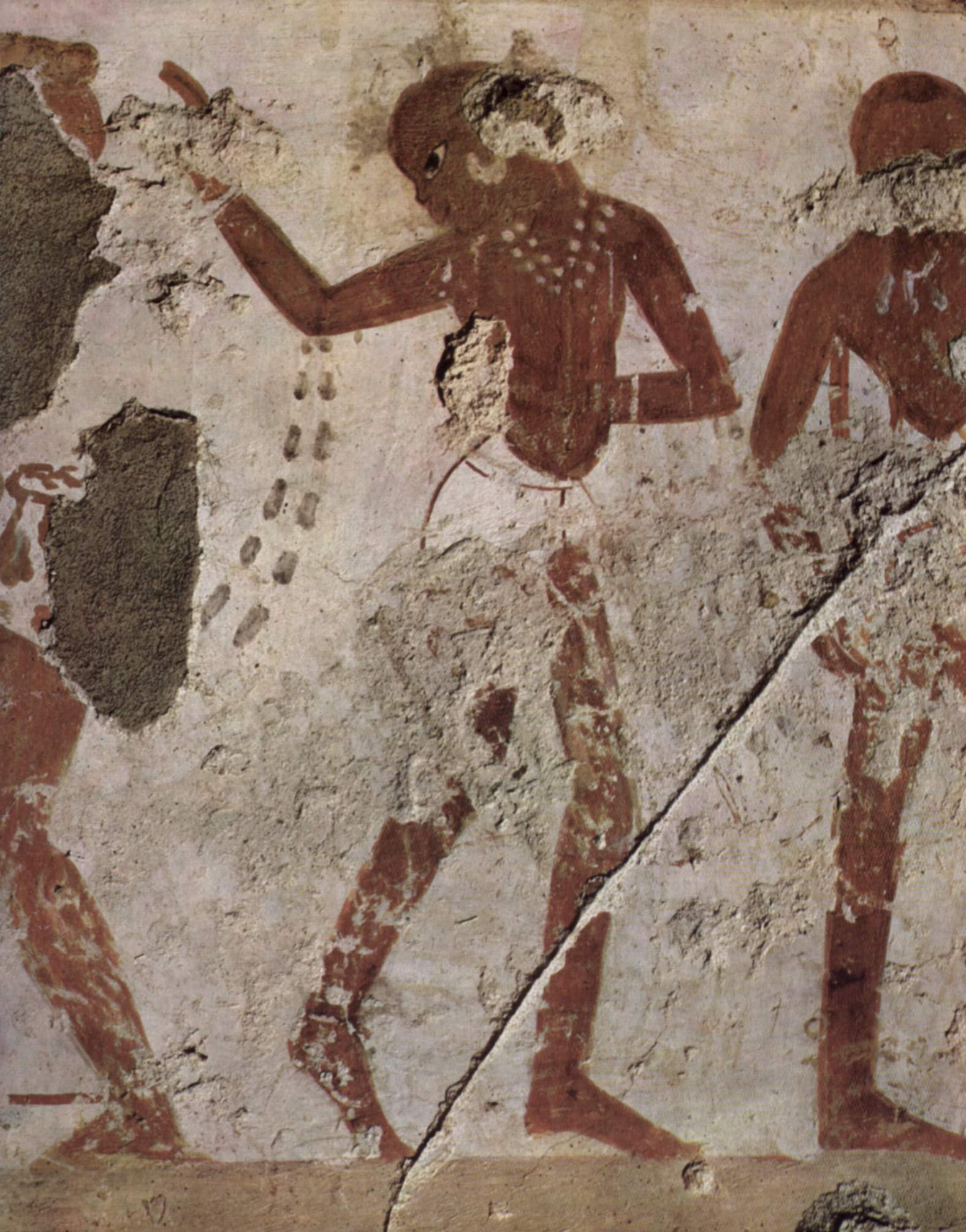
رسومات تعود إلى حكم تحتمس الرابع، حوالي 1422-1411 ق.م

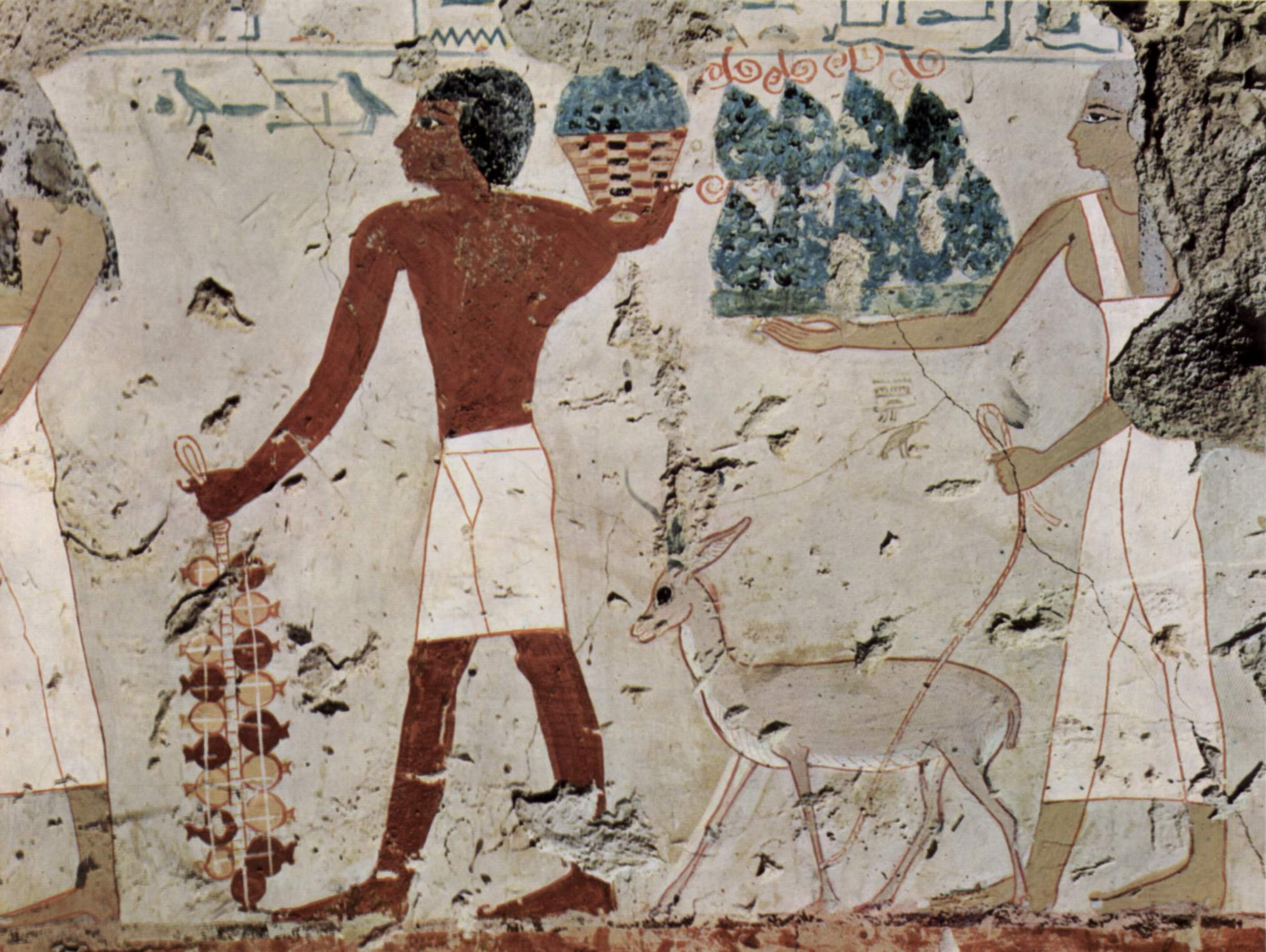
جدارية تعود لعهد تحتمس "الثالث، حوالي 1500-1450 قبل الميلاد.

## تخطيط المقبرة
- تبدأ المقبرة بفناء مفتوح يوجد به مدخل المقبرة.
- مدخل المقبرة.
- صالة عرضية.
- صالة طولية «من المفترض أن يكون في نهاية هذه الصالصة أن يكون هناك بئر يؤدى إلى حجرة الدفن لكن هنا لم نجد أي آبار للدفن».

### الصالة العرضية
بالدخول إلى الصالة العرضية يشاهد على يسار الداخل منظر يمثل قاعة العدل وهي تمثل المكان الرسمى للوزير رخميرع حيث يقوم فيها بأداء عمله في الفصل في قضايا الناس وفض منازعتهم، فهى القاعة التي يجلس فيها الوزير للقيام بمهام وظيفته وكانت قاعة العدل على هيئة سرداق كبير يرتكز على اعمدة بتيجان نخيلية زينت سيقانها بخرطوش الملك تحتمس الثالث واسم رخميرع ومما يلفت النظر في وسط هذه القاعة أربعة حصر مفروشة امام الوزير مباشرة (الذي هشمت صورته) وعلى كل منا عصى، وهناك أيضا أربعة صفوف من الموظفين الذين يحضرون جلسات الوزير عشرون في صفين في كل جانب. كما نشاهد اصحاب المظالم وهم يتقدمون إلى الردهة الوسطى لسماع اقوالهم، كما يرى خارج القاعة بعض الأشخاص الذين يقبلون الأرض احتراما للوزير رخميرع. يلى ذلك وعلى نفس الجدار منظر يمثل بعض منتجات وخيرات مصر العليا من ذهب وفضة وعقود وصنادق مختلفة الأشكال والأحجام وماشية منها الصغير ومنها الكبير وذلك امام صاحب المقبرة الوزير رخميرع.
اما على الجدار الغربى فهناك بقايا نص يسجل حياة رخميرع الوظيفية ومهام الوزير وما يجب ان يقوم به من أعمال وواجبات تجاه افراد الشعب. كما تتميز مقبرة رخميرع بالمنظر الشهير المسجل على الجدار المواجه للداخل على اليسار والذي يمثل تقديم الهدايا والجزية من ممثلى البلاد الأجنبية إلى الوزير رخميرع، يشاهد مقدموا الهدايا في خمس صفوف:

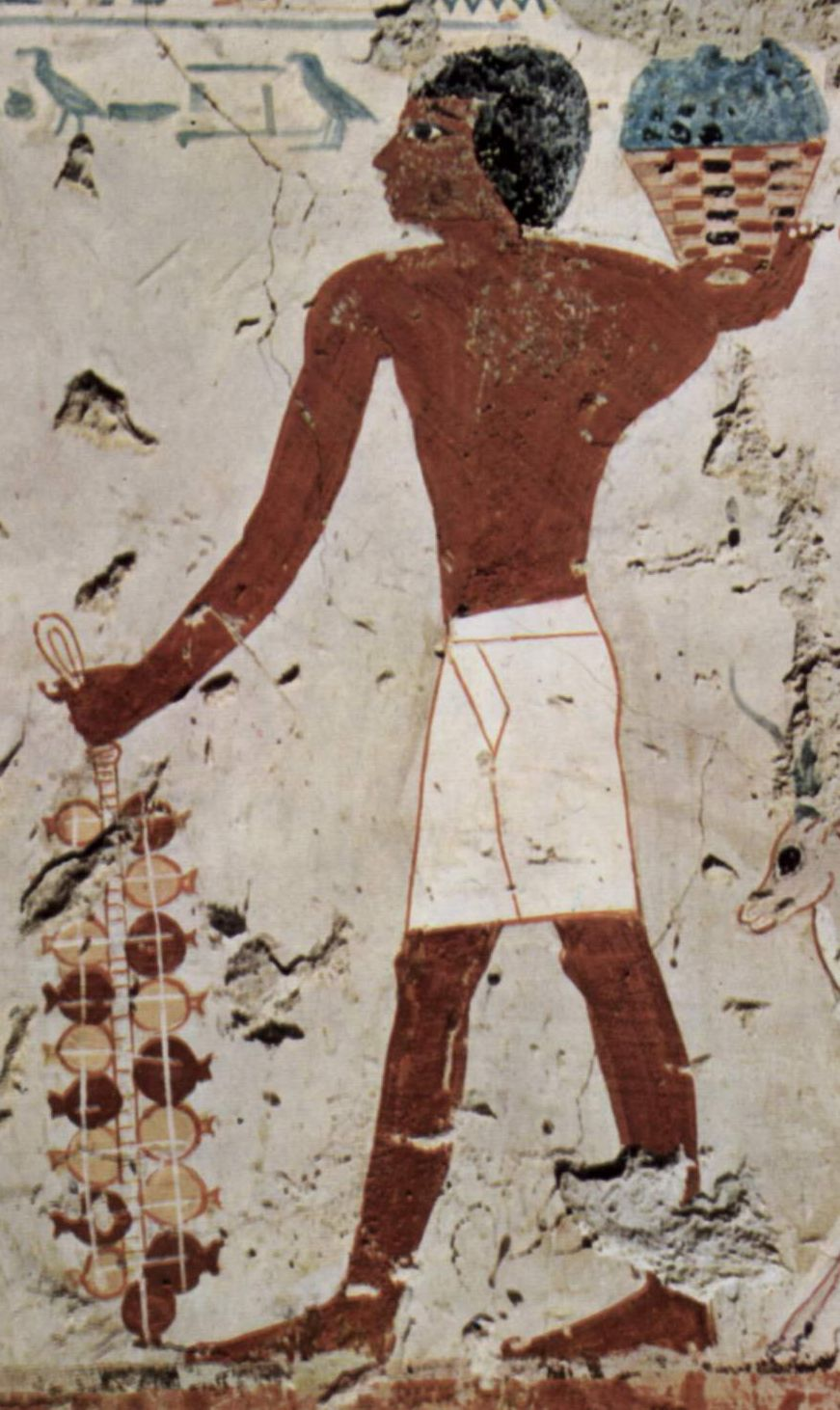
رسومات تعود إلى حكم حور محب

- الصف الأول: يمثل أهالى بونت (الصومال حاليا) وهو يقدمون منتجات بلادهم من بخور وذهب وعاج وريش نعام وجلد فهد وقلائد وحيوانات حية مختلفة منها القرد والوعل والفهد.
- الصف الثانى: اهالى منطقة «الكفتيو والجزر التي في البحر الأخضر العظيم» ربما إشارة إلى كريت وجزر بحرايجه وهم يحملون منتجات هذه البلاد من أوانى مختلفة الأشكال والأحجام والأغراض والأنواع ونراها موضوعة امام الكاتب الذي يسجلها.
- الصف الثالث: مقدموا الهدايا من اهالى النوبة فنراهم وهم يحملون ريش وبيض النعام وابنوس وسن فيل وجلود بالإضافة إلى الحيونات الحية مثل الفهد والنسناس وزرافة ومجموعة من الأبقار ومجموعة من كلاب الصيد.
- الصف الرابع: مقدموا منطقة «رتنو»(سوريا) وهم يحضرون معهم عربة وخيل ودب وفيل وبعض الأوانى المختلفة الأشكال والأنواع.
- الصف الخامس: فربما تشير إلى بعض الاسرى الذين كانوا رهائن لضمان حسن سير القبائل في البلاد المقهورة ومنهم أولاد أمراء الجنوب وأولاد أمراء الشمال «لأجل ان يملأ بهم المصانع وليكونوا عبيدا في ضياع امون» كل هذه الهدايا والمنتجات والجزية كانت تقدم لرخميرع باعتباره وزيرا للملك تحتمس الثالث، ويلى ذلك على نفس الجدار منظر مهشم يمثل رخميرع كوزير امام تحتمس الثالث وقرينة.

وبالانتقال إلى النصف الآخر من الصالة العرضية يشاهد المناظر المسجلة على يمين الداخل مباشرة فنشاهد رخميرع (ممحى) وهو يشرف على حصيلة ضرائب الدلتا المكونة من الثيران والأبقار والماعز بالإضافة إلى الذهب والعسل. يلى ذلك رخميرع (ممحى)وهو يشرف على المصانع الخاصة بمعبد امون وبخاصة التماثيل فنشاهد العديد من التماثيل الملكية منها الواقف ومنها الجالس ومنها الراكع ومنها من نحت على هيئة أبو الهول هذا بالأضافة مجموعة من الأوانى والمباخر والبلط والقلائد بمختلف اشكالها بجانب سرير خشبى. ويلى ذلك على نفس الجدار رخميرع (ممحى)وهو يشرف على تكييل وحمل الحبوب وإحضار الحيوانات المختلفة وهناك بعض الفلاحين الذين يقومون بحصد حقول القمح والكتان بمناجلهم، كذلك منظر مجموعة من الأبقار وهي تحرث الأرض. ثم نتجه الآن إلى الحائط الضيق فنشاهد بعض افراد من عائلة رخميرع الذي يرجو اغلب الظن ان يظلوا معه في العالم الآخر كما كانوا بالقرب منه في الدنيا الأولى. نتجه الآن إلى الحائط المواجه للداخل على اليمين فنشاهد منظرا لمعصرة للنبيذ والعمال يهرسون بأقدامهم العنب في اوان كبيرة ومناظر للطيور والأسماك ثم مناظر لإحضار الحيوانات البرية من وعول وثيران وفهود بالإضافة إلى كلاب الصيد. ثم نتابع المنظر حيث نشاهد بقايا منظر الصيد في الصحراء بحيواناتها وبعض الطيور فوق بحيرة بردى.

### الصالة الطويلة
يبدو واضحا في مقبرة رخميرع ان جدران الصالة العرضية لم تكن كافية لجميع المناظر الدنيوية التي يرغب الوزير في تسجيلها في مقبرته فأمر باضافتها في الصالة الطويلة ونشاهدها على الجدار الغربى ولعل كثيرة هذه المناظر الدنيوية كانت من الأسباب التي دعت إلى الارتفاع التدريجى لسقف هذه الصالة الطويلة وذلك لكسب مساحات أكبر للتسجيل عليها. ندخل الآن الصالة الطويلة فنشاهد على الجدار الذي على يسار الداخل منظر يمثل رخميرع جالسا وخلفه اتباعه وهو يشرف على اصحاب الحرف والصناعات المختلفة الخاصة بالمعبد فنراهم وقد اصطفوا امامه على اختلاف منهم وحرفهم من نجارين وحجارين ونحاتين والمشتغلين بالماعدن وصانعى الأوانى وصانعى النعال، كل يعمل في تخصصه، مقدما انتاجه للوزير رخميرع. يلى ذلك المناظر الخاصة بالجنازة والرحلة المقدسة إلى ابيدوس وهي مصورة بالتفصيل بعد ذلك نشاهد زوجة رخميرع وافراد من عائلته وهم يشيعونه إلى مقره الأخير ثم هناك مائدة كبيرة للقربان امام رخميرع وأمه.
إذا تتبع المشاهد المناظر الموجودة على الجدار الذي على يمين الداخل إلى الصالة الطويلة فنشاهد ابن رخميرع ومعه الأقارب يقدمون الأزهار إلى رخميرع، كذلك نرى الوزير ومعه اتباعه وهو يستقبل مجموعة تتكون من ثلاثة صفوف من الموظفين. يلى ذلك بنات رخميرع يقدمن له ولزوجته السلاسل وهناك المنظر الذي يمثل حفلة موسيقية نسائية يشترك في العزف فيها بعض الفتيات على الرق والجيتار وعلى «الهارب» ثم يلى ذلك بعض المناظر التي تمثل الطقوس الدينية التي تقدم لبعض التماثيل بواسطة الكهنة وأخيرا منظر يمثل قاربا في بحيرة تحيط بها الاشجار وقد يكون المغزى هنا ان رخميرع يرجو ان يكون له في العالم الآخر حديقة يتوسطها بحيرة بداخلها مركب ليتنزه به في العالم الآخر وفي نهاية هذا الجدار توجد بعض المناظر التي تمثل أفراد من عائلة رخميرع وهم يقدمون له القرابين. ويتميز الجدار الضيق المواجه للداخل بوجود نيشة مرتفعة وعليها مناظر مزدوجة تمثل رخميرع راكعا امام اله الموتى اوزيريس وإحدى الآلهات.